# Ванюков, Геннадий Иванович
Геннадий Иванович Ванюков (1937— 2 февраля 2000) — советский работник промышленности, лущильщик Пермского фанерного комбината, Герой Социалистического Труда (1974).

## Биография
Родился в 1937 году в деревне Шермейка Бардымского района, ныне — Пермского края.
Работать начал в 1953 году в Перми на судоверфи.
Когда в посёлке Уральский Нытвенского района был построен Пермский фанерный комбинат, перешёл на новое производство, где стал работать лущильщиком. Рабочий этой редкой профессии изготавливает из дерева тонкий шпон, который затем влияет на качество всей продукции фанерного комбината. Именно ему в 1969 году было доверено освоить новый лущильный станок, которые впоследствии обеспечили рост производительности труда за пятилетку на 60 процентов.
В 1971 году за быстрое освоение оборудования был награждён серебряной медалью ВДНХ СССР, а позднее, за высокую и стабильную выработку — золотой медали выставки. Бронзовыми медалями ВДНХ были награждены члены его бригады.
Был членом КПСС и делегатом XXV съезда партии; членом Пермского обкома КПСС, Нытвенского райкома партии и парткома комбината. Также был депутатом Верховного Совета РСФСР IX созыва.
Умер в 2 февраля 1999 году.
В ГКБУ «Государственный архив Пермского края» имеются документы, относящиеся к Г. И. Ванюкову.

## Награды
- Указом Президиума Верховного Совета СССР 8 января 1974 года Ванюкову Геннадию Ивановичу было присвоено звание Героя Социалистического Труда с вручением ордена Ленина (№ 422088) и золотой медали «Серп и Молот» (№ 13661).[6]
- Также был награждён орденами Октябрьской Революции, Трудового Красного Знамени (7.5.1971), «Знак Почета» (17.9.1966) и медалями.
- Почетный ветеран труда Пермского фанерного комбината.